# نتائج منتخب السعودية لكرة القدم 2003
فيما يلي موجز لنتائج منتخب السعودية لكرة القدم لعام 2003.

## المنتخب الأول لكرة القدم

### المباريات الودية
| مباراة ودية 30 أبريل 2003 | ليختنشتاين        | 1–0   | السعودية | فادوتس, ليختنشتاين                                                                 |
| 17:30 (ت ع م+02:00)       | فرانز برغماير 22' | تقرير |          | الملعب: ملعب راين بارك الحضور: 1,200 الحكم: René Rogalla (اتحاد سويسرا لكرة القدم) |

| مباراة ودية 30 سبتمبر 2003 | السعودية        | 1–1   | سوريا          | جدة, السعودية                                                                                    |
| 20:00 (ت ع م+03:00)        | يسري الباشا 18' | تقرير | ماهر السيد 47' | الملعب: استاد الأمير عبد الله الفيصل الحكم: Khalil Al-Ghamdi (الاتحاد العربي السعودي لكرة القدم) |

| مباراة ودية 17 ديسمبر 2003 | السعودية    | 1–1   | إستونيا       | الدمام, السعودية                                                                      |
| 17:30 (ت ع م+03:00)        | رضا تكر 28' | تقرير | Zahovaiko 41' | الملعب: ملعب الأمير محمد بن فهد الحكم: عمر المهنا (الاتحاد العربي السعودي لكرة القدم) |

| مباراة ودية 20 ديسمبر 2003 | السعودية        | 1–0   | أذربيجان | الدمام, السعودية                                                                           |
| 19:30 (ت ع م+03:00)        | طلال المشعل 85' | تقرير |          | الملعب: ملعب الأمير محمد بن فهد الحكم: Naser Al-Hamdan (الاتحاد العربي السعودي لكرة القدم) |

### تصفيات كأس آسيا 2004
| تصفيات كأس آسيا 2004 6 أكتوبر 2003 | السعودية                                                                                   | 7–0   | اليمن | جدة, السعودية                                                                                  |
| 18:30 (ت ع م+03:00)                | يسري الباشا 16'، 18'، 24'، 35' · محمد نور 65' · محمد الشلهوب 73' (ركلة.) · طلال المشعل 80' | تقرير |       | الملعب: استاد الأمير عبد الله الفيصل الحكم: Basel Al-Hajjar (الاتحاد العربي السوري لكرة القدم) |

| تصفيات كأس آسيا 2004 8 أكتوبر 2003 | السعودية                                                                                             | 6–0   | بوتان | جدة, السعودية                        |
| 20:30 (ت ع م+03:00)                | يسري الباشا 7' · عبد الله الجمعان 9'، 25' · ياسر القحطاني 28' · عبد العزيز الجنوبي 43' · Wadaani 90' | تقرير |       | الملعب: استاد الأمير عبد الله الفيصل |

| تصفيات كأس آسيا 2004 10 أكتوبر 2003 | السعودية                                         | 5–0   | إندونيسيا | جدة, السعودية                                                                             |
| 18:30 (ت ع م+03:00)                 | طلال المشعل 38'، 55'، 56' · يسري الباشا 47'، 49' | تقرير |           | الملعب: استاد الأمير عبد الله الفيصل الحكم: Mohamad Mansour (الاتحاد اللبناني لكرة القدم) |

| تصفيات كأس آسيا 2004 13 أكتوبر 2003 | اليمن     | 1–3   | السعودية                                                          | جدة, السعودية                                                                             |
| 18:30 (ت ع م+03:00)                 | Ahmad 11' | تقرير | حمد المنتشري 17' · عبد الله الواكد 20' · محمد الشلهوب 83' ([pen.) | الملعب: استاد الأمير عبد الله الفيصل الحكم: Mohamad Mansour (الاتحاد اللبناني لكرة القدم) |

| تصفيات كأس آسيا 2004 15 أكتوبر 2003 | بوتان | 0–4   | السعودية                                          | جدة, السعودية                                                                               |
| 20:30 (ت ع م+03:00)                 |       | تقرير | عبد الله الجمعان 4'، 25'، 79' · Tamim 40' (ركلة.) | الملعب: استاد الأمير عبد الله الفيصل الحكم: Jaafar Al-Khabbaz (الاتحاد البحريني لكرة القدم) |

| تصفيات كأس آسيا 2004 17 أكتوبر 2003 | إندونيسيا | 0–6   | السعودية                                                                                                  | جدة, السعودية                                                                           |
| 20:30 (ت ع م+03:00)                 |           | تقرير | طلال المشعل 21'، 86' · محمد الشلهوب 45' (ركلة.) · محمد نور 58' · أحمد الدوخي 78' · عبد العزيز الجنوبي 90' | الملعب: استاد الأمير عبد الله الفيصل الحكم: Nail Lutfullin (اتحاد أوزبكستان لكرة القدم) |

### كأس الخليج العربي 16
| كأس الخليج العربي 16 26 ديسمبر 2003 | الإمارات العربية المتحدة | 0–2   | السعودية                               | مدينة الكويت, الكويت                                                              |
| 18:35 (ت ع م+03:00)                 |                          | تقرير | محمد الشلهوب 14' (ركلة.) · رضا تكر 82' | الملعب: ملعب نادي الكويت الحكم: Abdulhameed Ebrahim (الاتحاد البحريني لكرة القدم) |

| كأس الخليج العربي 16 29 ديسمبر 2003 | قطر | 0–0   | السعودية | مدينة الكويت, الكويت                                                |
| 18:35 (ت ع م+03:00)                 |     | تقرير |          | الملعب: ملعب نادي الكويت الحكم: أورس ماير (اتحاد سويسرا لكرة القدم) |